# Só Faltava Você
Só Faltava Você é o vigésimo álbum de estúdio da artista musical e apresentadora brasileira Xuxa, lançado em setembro de 1998 pela Som Livre.  O álbum foi projetado para ser lançado antes do nascimento de sua filha Sasha Meneghel, mas após o nascimento, alguns CDs ficaram encalhados nas lojas em várias regiões. Apesar disso, a Pro-Música Brasil (PMB) auditou a venda de 100 mil exemplares com a emissão de um certificado de ouro. Em 2021, o álbum foi lançado em LP duplo pela Bolachão Discos, com uma versão padrão e uma edição limitada em vinil azul translúcido.

## Lista de faixas
Todas as canções produzidas por Michael Sullivan e Zé Henrique.
| N.º            | Título                           | Compositor(es)                            | Duração |  |
| 1.             | "Eu Tô Feliz"                    | Cid Guerreiro Pretinha                    | 3:44    |  |
| 2.             | "Park da Alegria"                | Zé Henrique Fred Pereira                  | 3:59    |  |
| 3.             | "Dança do Sapatinho"             | Renata Arruda Mariana Richard "Metralha"  | 3:41    |  |
| 4.             | "Pelotão da Xuxa"                | Vanessa Alves Paquitas                    | 3:24    |  |
| 5.             | "Rima 2 (A Malhação Continua)"   | Henrique Pereira                          | 4:07    |  |
| 6.             | "Adoleta"                        | Álvaro Socci Cláudio Matta                | 3:21    |  |
| 7.             | "O Que é, o Que é?"              | Henrique Rogério Enoé                     | 3:54    |  |
| 8.             | "Hora do Banho (Chuá. Chuá)"     | Michael Sullivan Dudu Falcão              | 3:51    |  |
| 9.             | "Os Avós"                        | Henrique Pereira                          | 3:18    |  |
| 10.            | "Férias no Hawaii (Hulla Hulla)" | Sullivan Falcão                           | 4:09    |  |
| 11.            | "O Açúcar e o Sal"               | Marcos Cardoso J. Ribamar Flávia Carneiro | 4:27    |  |
| 12.            | "Máquina do Tempo"               | Eduardo Nanã                              | 4:06    |  |
| 13.            | "Valsa da Bailarina"             | Sullivan Falcão                           | 4:40    |  |
| 14.            | "Estrela Cadente"                | Sullivan Falcão                           | 4:57    |  |
| 15.            | "Só Faltava Você"                | Socci Matta Vivian Perl                   | 3:21    |  |
| 16.            | "Uma Canção para Sasha"          | Sullivan Falcão Xuxa Meneghel             | 4:46    |  |
| Duração total: | Duração total:                   | Duração total:                            | 64:45   |  |

## Créditos
- Produzido por: Michael Sullivan e Zé Henrique
- Direção Artística: Aramis Barros
- Coordenação Artística: Marlene Mattos e Xuxa Meneghel
- Técnico de Gravação: João Carlos (Joca), Sérgio Rocha, Mário Jorge e Mauro Moraes
- Assistentes de Gravação: Claudio Oliveira, Ciro Albuquerque, Everaldo, Ivan Carvalho e Williams Oliveira
- Coordenação de Estúdio: Hélio de Freitas
- Gravado nos estúdios: Som Livre
- Maquiagem: Som Livre/Sérgio Seabra
- Técnicos de Mixagem: Jorge 'Gordo' Guimarães
- Assistente de Produção: Duda Nogueira
- Assistentes de Mixagem: Ivan Carvalho, Williams Oliveira e Everaldo

## Certificações e vendas
| Região                                              | Certificação | Vendas   |
| --------------------------------------------------- | ------------ | -------- |
| Brasil (Pro-Música Brasil)                          | Ouro         | 100 000* |
| *números de vendas baseados somente na certificação |              |          |